# La playa DC
La playa DC es una película dramática colombiana en coproducción con Brasil y Francia dirigida y escrita por Juan Andrés Arango y protagonizada por Luis Carlos Guevara, James Solís y Andrés Murillo. Compitió en la sección Un certain regard en el Festival de Cannes de 2012 y fue seleccionada como la representante colombiana en la edición n.º 86 de los Premios de la Academia, aunque finalmente no fue nominada.
En 2013 fue elegida como la Mejor Película en los Premios Macondo, entregados por la Academia Colombiana de Artes y Ciencias Cinematográficas.

## Sinopsis
Tomás es desplazado de Buenaventura a la ciudad de Bogotá por la violencia. Allí debe emprender la búsqueda de Jairo, su hermano menor, que ha desaparecido en las calles de esta gran ciudad.

## Reparto
- Luis Carlos Guevara como Tomás.
- James Solís como Chaco.
- Andrés Murillo como Jairo.